# Dirt (eksperimentalfilm)
|  | Denne artikel er oprettet af botten Steenthbot ud fra en ekstern database. Den kan derfor have sproglige fejl eller mangler. Denne skabelon kan fjernes efter kontrol af indholdet. |

Dirt er en dansk eksperimentalfilm fra 1991 instrueret af Per Flyvehavn efter eget manuskript.

## Handling
Psyko poesi.